# Ndoc Kodheli

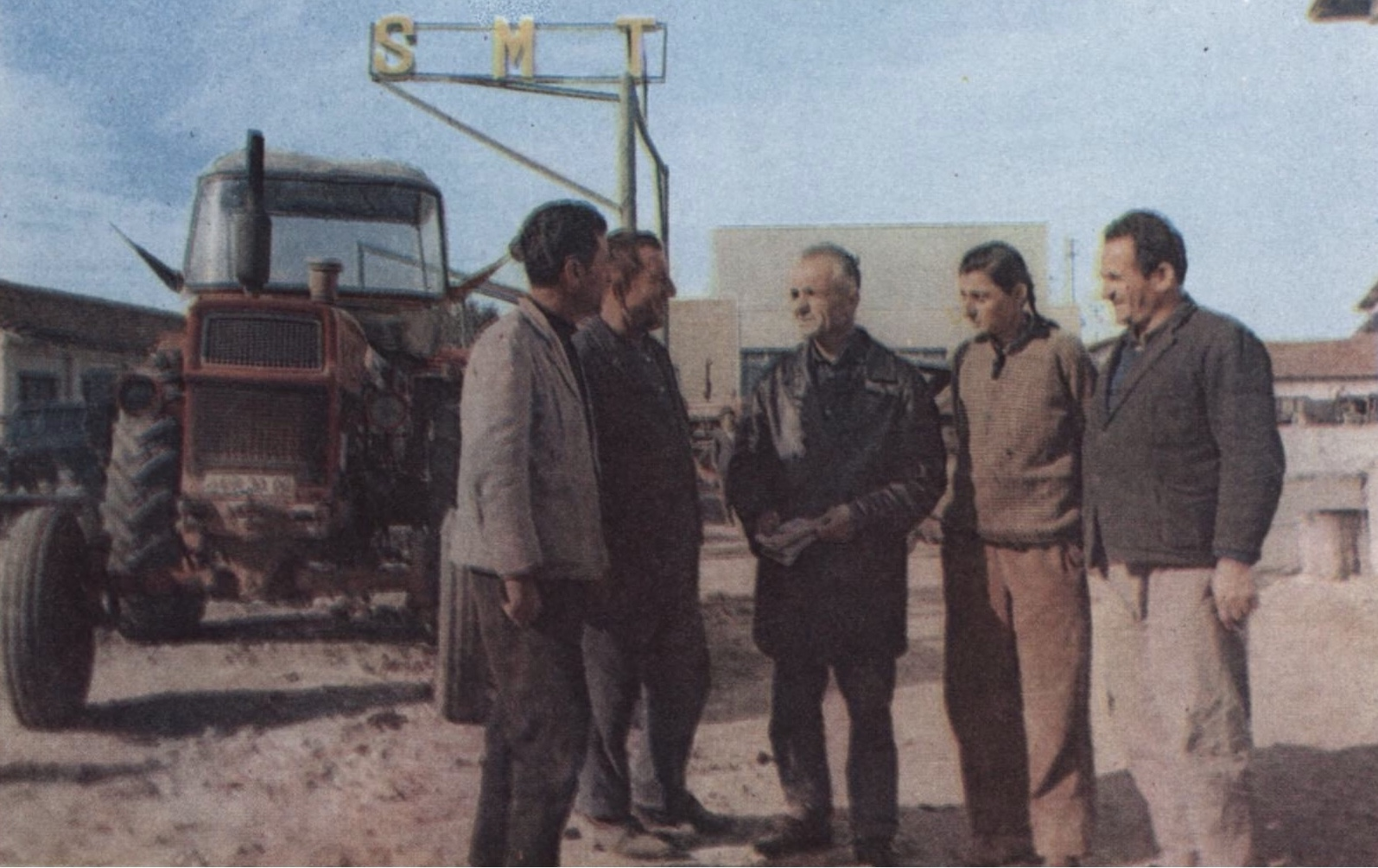
Traktorista a hrdina socialistické práce, Shyqyri Kanapari, mezi skupinou mechaniků, Kavaja SMT

Ndoc Kodheli († 26. listopadu 1989) je jedním z nejvýznamnějších albánských fotožurnalistů druhé poloviny dvacátého století. Pocházel ze Skadaru, což je „fotografické město“, ve kterém působili fotografové rodiny Marubiů (Kodheli). Ndoc začal fotografovat během studia, později po dokončení vojenské služby byl zaměstnán u městských důstojníků. Pracoval na SHQUP (shtëpia qëndrore e ushtrisë, Tiranë, Armádní ředitelství, Tirana) a přispíval svými fotografiemi do časopisu 10. července a do novin Luftëtari, z nichž některé měly nejen popisnou, ale také estetickou hodnotu. V roce 1968 byl jmenován fotožurnalistou na ministerstvu zemědělství a od roku 1971 v Domě zemědělské propagandy, zejména v časopise Bujqësia Socialiste (Socialistické zemědělství).
Zemřel 26. listopadu 1989.